# Franco Fanti
Erminio Franco Fanti (ur. 21 marca 1924 w Colorinie, zm. 20 września 2007 w Cantù) – włoski kolarz.
Był synem farmera. Kolarstwo zaczął uprawiać w wieku 15 lat pod wpływem brata o imieniu Remo. Jego karierę przerwała wojna, podczas której został zesłany do Niemiec. W 1945 wrócił do Włoch. W 1946 nie udało mu się wygrać żadnego wyścigu, więc zastanawiał się nad zakończeniem kariery. Ostatecznie postanowił ją jednak kontynuować i w 1947 zwyciężył osiem (lub 10) wyścigów (w tym Coppa Agostoni), a w siedmiu był drugi. W 1948 wystartował na igrzyskach olimpijskich, na których wystąpił w wyścigu indywidualnym ze startu wspólnego oraz w wyścigu drużynowym ze startu wspólnego. W tej pierwszej konkurencji zajął 19. miejsce z czasem 5:29:35,2 s, natomiast w drugiej włoska drużyna z Fantim w składzie uplasowała się na 4. pozycji z czasem 16:13:05,2 s. W tym samym roku zwyciężył Giro del Lemano. Od 1949 był profesjonalnym kolarzem, startującym w zespole Fréjus. W tymże roku był 16. na Giro del Piemonte, a także wystartował w Giro d’Italia, z którego wycofał się w czwartym etapie. Na początku 1950 był członkiem szwajcarskiego zespołu Tebag, ale później wrócił do Fréjus. W barwach włoskiego zespołu zajął 56. miejsce na Giro d’Italia oraz 57. w wyścigu Mediolan-San Remo. W 1951 jeździł najpierw we wschodnioniemieckim zespole Adria-Rennstall, a następnie we włoskim teamie Ganna. W roku tym był 126. w wyścigu Mediolan-San Remo, 16. w Giro del Veneto i Tour de Romandie oraz 44. w Giro di Lombardia. W 1952 był członkiem szwajcarskiego zespołu Adria. Był to jego ostatni rok w zawodowym kolarstwie. W latach 1954–1970 był dyrektorem sportowym, następnie sponsorował team Comense, którego wiceprezesem został w 1977.